# Ammophilomima montana
Ammophilomima montana là một loài ruồi trong họ Asilidae. Ammophilomima montana được Janssens miêu tả năm 1953. Loài này phân bố ở vùng nhiệt đới châu Phi.